# Cairaclia
Cairaclia (bułg. Кайраклия - Kajraklija) – wieś w Mołdawii, w rejonie Taraclia. Jedno ze skupisk Bułgarów besarabskich w południowej Mołdawii.  

## Położenie
Cairaclia położona jest w rejonie Taraclia, w odległości 20 km od stolicy tego rejonu Taraclii oraz w odległości 153 km od Kiszyniowa. Jest najbardziej wysuniętą na południe miejscowością rejonu – za zabudową wsi przebiega granica mołdawsko-ukraińska.

## Historia i opis
Na terytorium zajmowanym dziś przez Caraclię znajdował się przed XIX w. tatarski chutor Katerłyk. Według niektórych źródeł pierwsza wzmianka o Cairaclii pochodzi jeszcze z 1816 r., kiedy w miejscu tym pojawili się pierwsi osadnicy, dobrowolnie przybyli z ziem bułgarskich należących ówcześnie do Imperium Osmańskiego. W 1827 r. w miejscowości żyło 120 Bułgarów, którzy zajmowali się uprawą winorośli, uprawą warzyw i hodowlą zwierząt. Każdy osadnik otrzymał od władz rosyjskich po 60 dziesięcin ziemi. W miejscowości znajduje się pomnik upamiętniający pierwszych mieszkańców wsi, przyjmujący jednak datę 1861 r. jako początek istnienia Cairaclii.
W 1876 r. we wsi powstała cerkiew prawosławna. Ponieważ kilka lat później budynek ten uległ zniszczeniu wskutek pożaru, w 1885 r. mieszkańcy wznieśli nową, kamienną świątynię. 
W okresie sowieckim w Cairaclii funkcjonował kołchoz im. Georgiego Dymitrowa. W latach 80. XX wieku w budynku XIX-wiecznej cerkwi otwarto muzeum historyczno-etnograficzne poświęcone wsi. W 1992 r. cerkiew została przywrócona do użytku liturgicznego, a muzeum zmieniło siedzibę. W miejscowości na początku XXI w. funkcjonowała również szkoła.
W miejscowości znajduje się pomnik Stepana Kasimowa, bułgarskiego ochotnika walczącego w armii rosyjskiej podczas wojny z Turcją w latach 1877–1878, której skutkiem było powstanie nowożytnego państwa bułgarskiego.

## Demografia
W 1877 r. w miejscowości żyły 733 osoby, w 1897 r. – 1144, zaś w 1917 r. – 880. Mołdawski spis powszechny w 2004 r. wykazał, iż w Cairaclii żyły 2124 osoby, z czego 81,59% zadeklarowało narodowość bułgarską, 8,47% – gagauzką, 3,77% – mołdawską, 2,82% – rosyjską, 2,64% – ukraińską, zaś pojedyncze osoby określiły się jako Romowie lub inni.